# Тучная пискунья
Тучная пискунья (лат. Arthroleptis adolfifriederici) — вид бесхвостых земноводных из семейства пискуний. Обитают в горных областях восточной Демократической Республики Конго (в Вирунга), Руанды, Бурунди, юго-западной Уганды, юго-восточной Кении (на возвышенности Таита — Taita Hills) и Танзании (в горах Усамбара и Улугуру и южных высокогорьях Southern Highlands, Tanzania). Живут среди опавшей листвы в горных лесах.